# 弗里德里希 (霍亨索伦)
霍亨索伦的弗里德里希·维克托（德語：Friedrich Viktor von Hohenzollern，1891年8月30日—1965年2月6日），出生于梅克倫堡-什未林大公國的海利根达姆，是前任霍亨索伦亲王威廉與波旁-兩西西里的瑪麗亞·特蕾莎的長子，有一個遲他出生幾分鐘的雙生兄弟——弗朗茨·約瑟夫王子。

## 家庭
1920年，弗里德里希與薩克森的瑪格麗特·卡羅拉結婚。瑪格麗特·卡羅拉的父親是薩克森國王腓特烈·奧古斯特三世，母親是托斯卡納的路易絲。兩人共有4子3女：
1. 瑪麗亞·安東妮亞（1921年—2011年）
2. 瑪麗亞·阿黛爾岡德（1921年—2006年）
3. 瑪麗亞·特蕾莎（1922年—2004年）
4. 腓特烈·威廉（1924年—2010年）
5. 法蘭茲·約瑟夫（1926年—1996年）
6. 約翰·格奧爾格（英语：Prince Johann Georg of Hohenzollern）（1932年—2016年）
7. 費爾弗里德（1943年出生）